# Ploetz (neumärkisches Adelsgeschlecht)

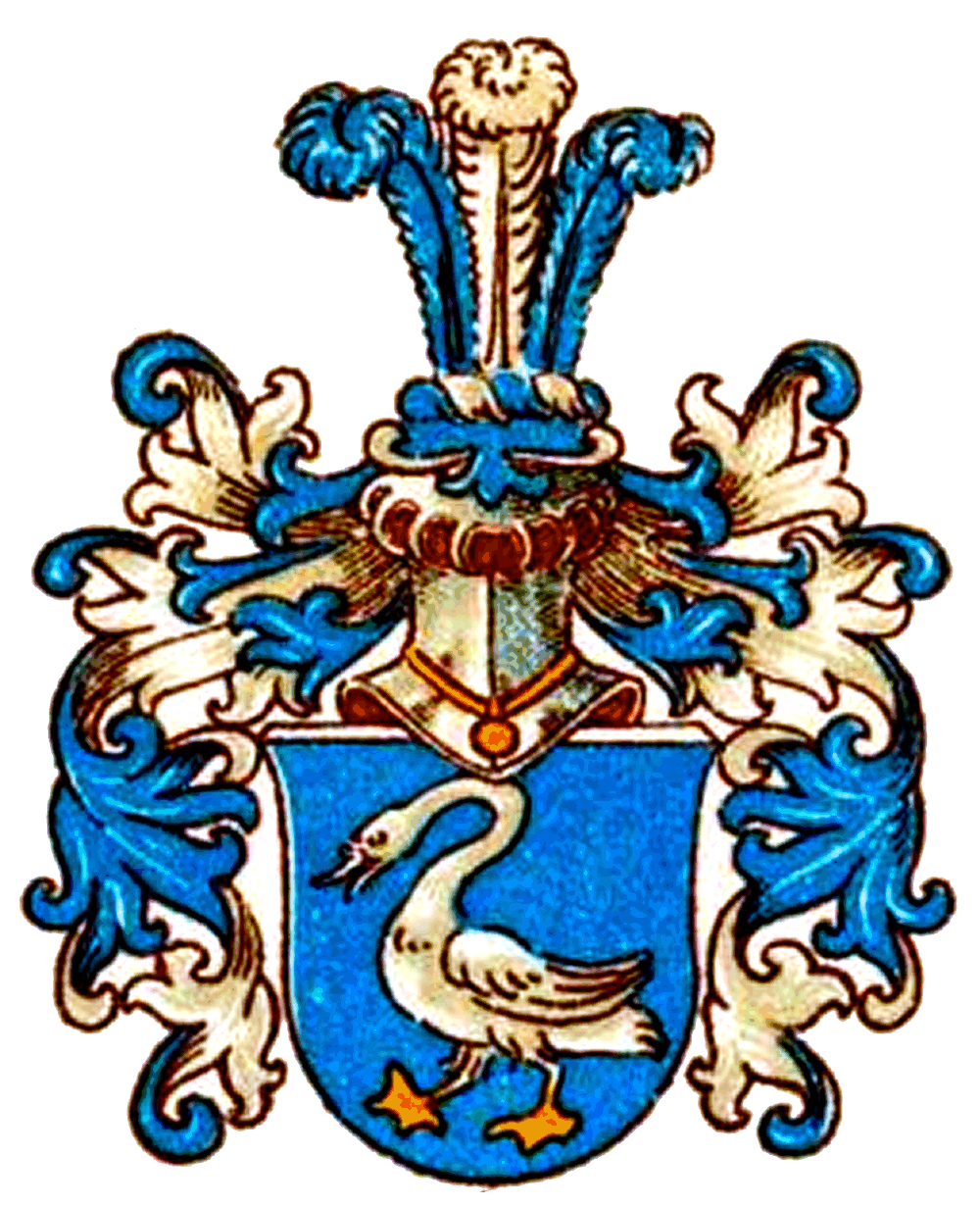
Wappen derer von Ploetz

Ploetz ist der Name eines neumärkischen Uradelsgeschlechts. 
Die neumärkischen Ploetz sind zu unterscheiden von dem gleichnamigen pommerschen Uradelsgeschlecht von Ploetz und den 1790 nobilitierten Edlen von Ploetz, die jeweils anderen Stammes und Wappens sind.

## Geschichte

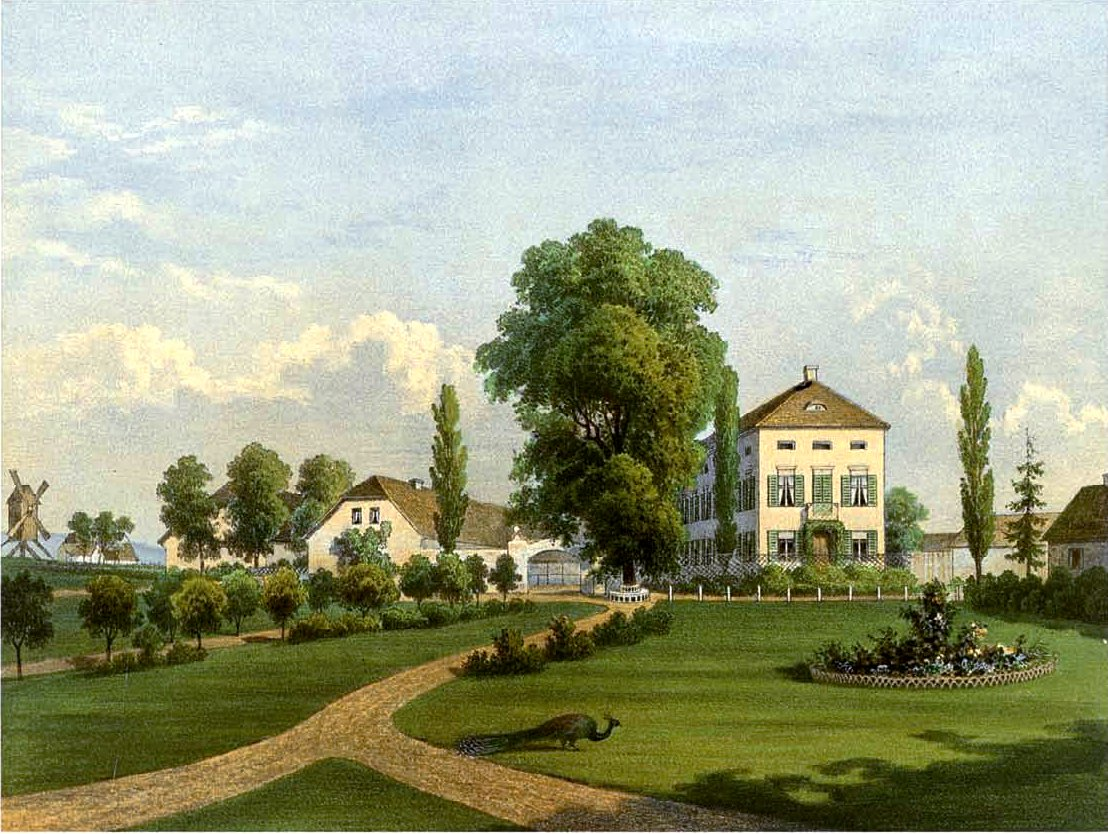
Döllingen (1945 zerstört), Niederlausitz. Um 1859/60, nach Alexander Duncker.

Das Geschlecht erscheint urkundlich erstmals im Jahr 1308 mit Henric Plotze. Mit Bernd Plotze, urkundlich 1316 genannt und Gutsherr auf Wartenberg (Neumark), begann die direkte Stammreihe. In Pommern ist die Familie seit 1509 nachgewiesen. Ab 1687 errichtete Joachim von Plötz das sächsische Herrenhaus Röcknitz. Von 1856 bis 1905 war das Niederlausitzer Rittergut Döllingen im Besitz der Ploetz. Sie veranlassten vor Ort auch eine, dann erfolgreiche, Braunkohlerecherche. 
Die preußische Namensmehrung als von Ploetz genannt von Krause erfolgte am 15. Juli 1907 in Tromsø (Norwegen) an Bord der Yacht Hohenzollern mit Adelsbrief vom 16. September 1907, ausgestellt auf Schloss Wilhelmshöhe bei Kassel, für Berthold Hans Heinrich von Ploetz (* 1903), Sohn des Hermann von Ploetz (1875–1961) und der Anna Freiin von Puttkamer.

## Wappen
Das Wappen zeigt in Blau einen silbernen Schwan. Auf dem Helm mit blau-silbernen Helmdecken drei (blau-silber-blau) Straußenfedern.

## Bekannte Familienmitglieder
- Hermann von Ploetz-Döllingen (1816–1879), Gutsherr auf Döllingen ⚭ Bertha Freiin von der Recke (1814–1848); ⚭ II. Amelie Freiin d`Orville von Löwenclau (1824–1893)
- Rudolf von Ploetz (1825–1898), preußischer Generalmajor
- Wilhelm von Ploetz (1825–1885), preußischer Generalleutnant
- Berthold von Ploetz (1844–1898), Politiker, Mitglied des Reichstages und des Preußischen Abgeordnetenhauses
- Hans von Ploetz (1904–1993), Brigadegeneral der Bundeswehr
- Dietrich von Ploetz (1909–1944), Landrat
- Hans-Friedrich von Ploetz (* 1940), deutscher Diplomat, zuletzt Botschafter in Moskau